# Spatangus purpureus
Espèce
La Spatangue pourpre (Spatangus purpureus) est une espèce d'échinodermes. On l'appelle souvent « oursin-cœur » en raison de la forme de sa coquille.

## Description

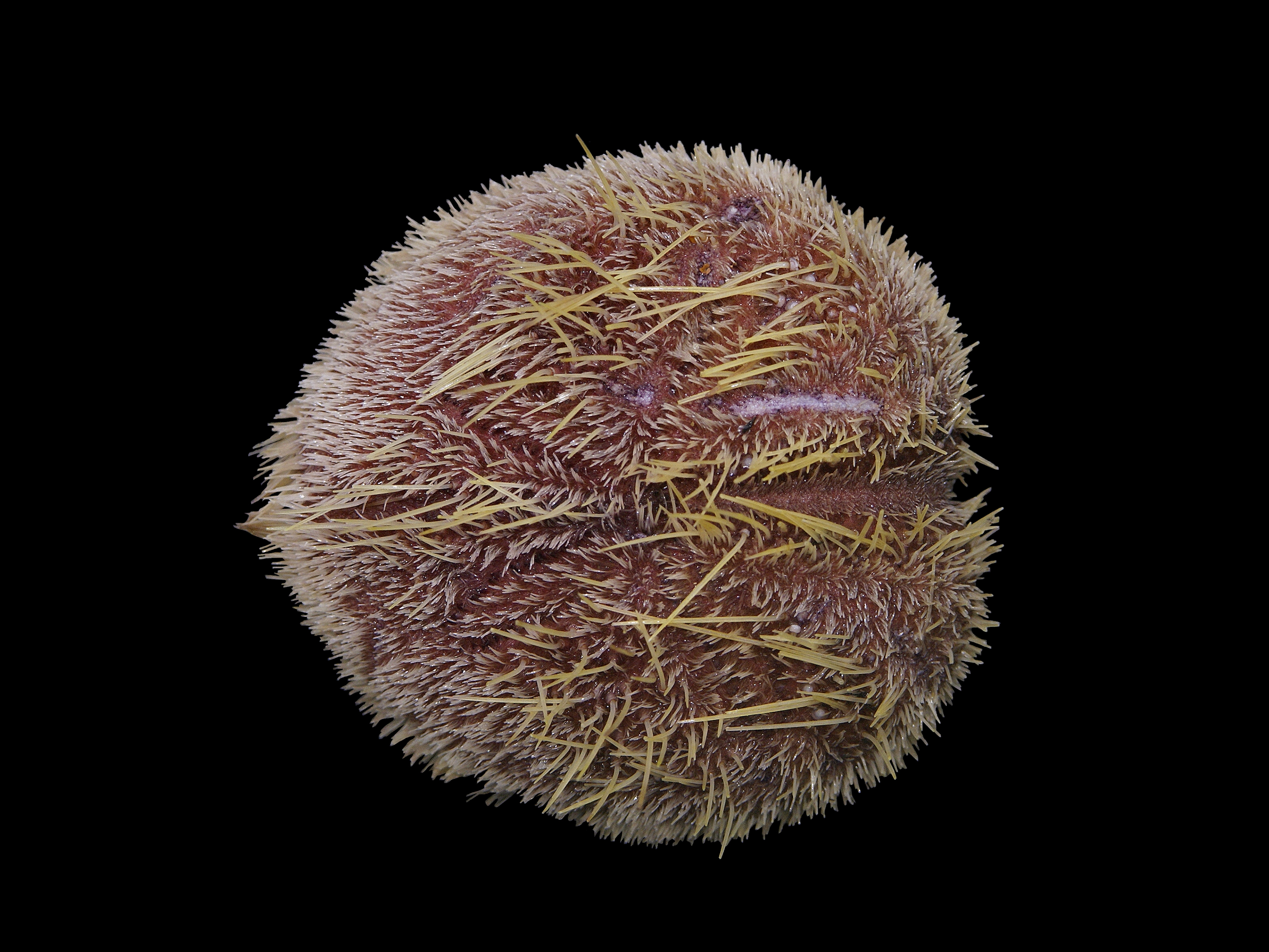
Spatangus purpureus vu du dessus (face aborale) : il doit son surnom d' « oursin-cœur » à sa forme particulière.

C'est un oursin irrégulier : sa bouche est située sur un côté du test (la coquille), formant un « avant », et l'anus a migré vers le pôle opposé pour former un « arrière » légèrement pointu, ce qui donne au test de cet oursin une forme de cœur, dont il tire son nom. 

Cet oursin atteint généralement 12x8 cm à l'âge adulte, sa face orale (inférieure) étant plate et la face aborale (supérieure) bombée. Le corps est généralement de couleur rouge violacée (mais peut aussi être orange ou rose), et recouvert de piquants (appelés « radioles ») clairs. Ceux-ci sont de deux types : les plus longs (« radioles primaires ») mesurent de 3 à 4 cm, sont clairsemés, fins et légèrement arqués vers l'arrière ; les autres (« radioles secondaires ») mesurent de 0,5 à 10 mm et forment un tapis dense sur tout le corps. Sur la face dorsale, les zones ambulacraires sont souvent assez visibles, formant une sorte de fleur à cinq pétales plus foncés.
Il est parfois confondu avec d'autres oursins-cœur (Spatangoida) comme Echinocardium mediterraneum (plus petit et pentagonal) ou L'« œuf de Grisard » Echinocardium cordatum (plus petit et plus foncé).

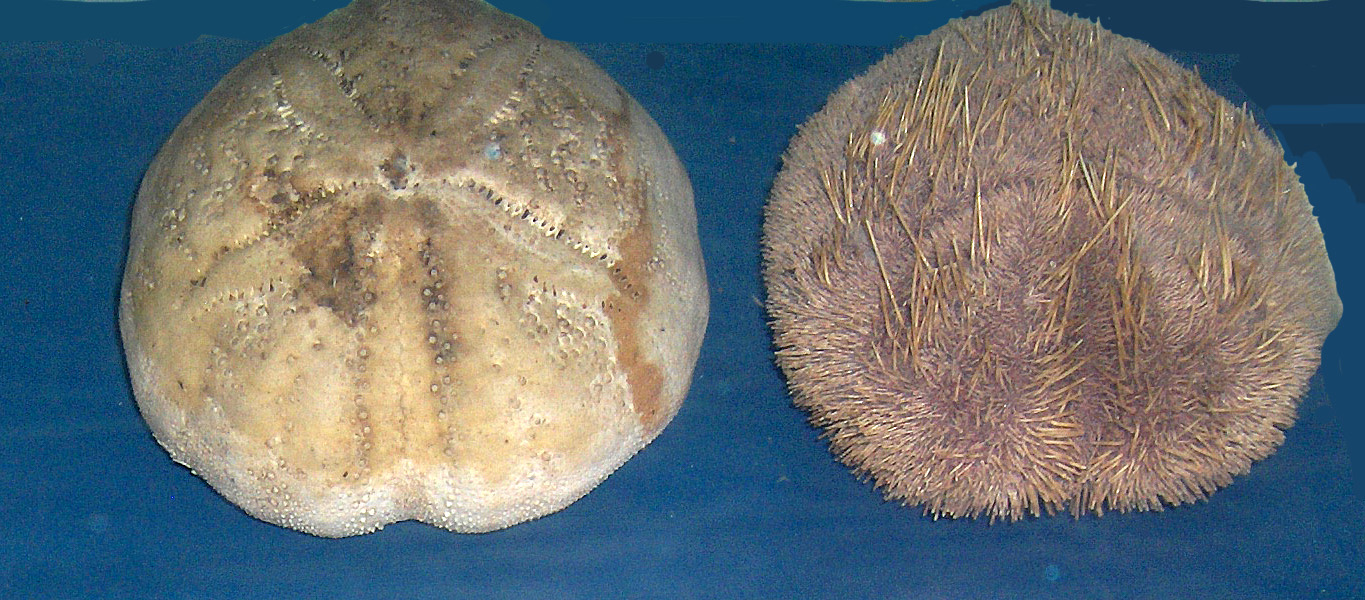
Test de Spatangus purpureus avec et sans radioles (face aborale).
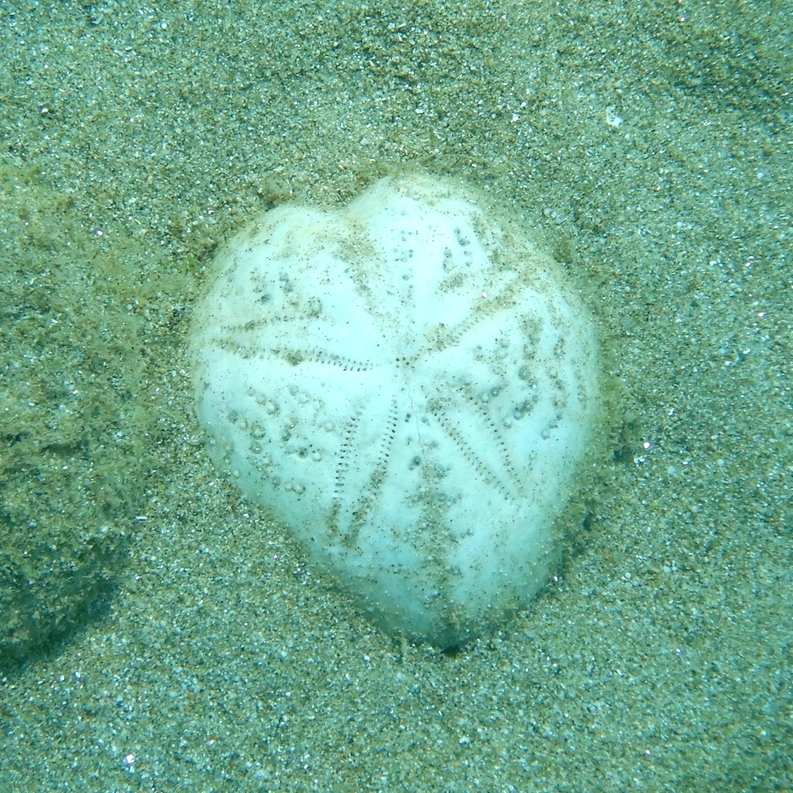
Test dénudé.

## Habitat et répartition
Cet oursin se trouve sur toutes les côtes françaises, de la Méditerranée à la Manche, et en Atlantique de la Norvège au Sénégal. 
Il fréquente les fonds meubles grossiers, surtout sableux et détritiques (notamment le maërl), entre 5 et 900 m de profondeur (le plus souvent entre 20 et 70 m). Il vit enterré dans le substrat pendant la journée.

## Écologie et comportement

### Alimentation
Cet oursin est un fouisseur : il vit enterré dans le sable, qu'il filtre en grandes quantités pour en extraire la matière organique (le biofilm : algues, bactéries...) dont il se nourrit. Des podia péribuccaux digités (« phyllopodes ») prélèvent les sédiments situés face à l'animal et les acheminent vers la bouche.

### Respiration
L'animal génère un courant d'eau à la surface de son corps, courant dont le rôle majeur est respiratoire. Le courant est créé par la ciliature des clavules (piquants à la fois glandulaires et ciliés) groupés en bandes étroites (fasciole) dont les tracés occupent des régions apicales, ambitales ou postérieur du corps de l'oursin.
Les courants sont centrifuges sur la face aborale ; là ils circulent plus particulièrement le long des ambulacres latéraux (antérieurs et postérieurs) qui abritent les podions respiratoires. Sur la face orale, les courants sont pour partie centripètes et pour l'autre dirigés postérieurement.

### Relations aux autres espèces
Il vit souvent en symbiose avec un ver polychète, Malmgreniella castanea.
Ses principaux prédateurs sont la grande étoile-peigne (Astropecten aranciacus), les coquillages « casques » (Galeodea echinophora) et les daurades.